# Lundsandbi
Lundsandbi (Andrena subopaca) är en art i insektsordningen steklar som tillhör överfamiljen bin och familjen grävbin.

## Beskrivning
Ett litet, svart bi med mörka antenner, brunaktiga vingar och blank bakkropp. Tergiterna två och tre har smala, vita hårband baktill på sidorna. Hanen har dessutom bleka hår i ansiktet. Honan blir 6 till 8 mm lång, hanen 5 till 7 mm.

## Ekologi
Lundsandbiet förekommer i glesvuxen skog, skogsbryn, på torrängar, sandmarker, grustag, ruderatmarker, vägrenar, parker och trädgårdar. I Alperna går det upp till 1 600 m höjd. De underjordiska larvbona grävs i glesbevuxen, ofta öppen mark. De parasiteras ibland av gökbiet smågökbi (Nomada flavoguttata) vars larv dödar lundsandbiets ägg eller larv och därefter lever av dess pollenförråd.
I vissa delar av utbredningsområdet kan arten ha två generationer, och börja flyga redan i april, med den andra generationen aktiv till juni eller i vissa delar ända till september. I Norden flyger arten i en generation, vanligen mellan sent i april till  tidigt i augusti.
Arten är polylektisk, den hämtar pollen från blommande växter ur ett stort antal familjer, famför allt från korgblommiga växter och rosväxter, men också flockblommiga växter, korsblommiga växter, klockväxter, nejlikväxter, ljungväxter, kransblommiga växter, liljeväxter, grobladsväxter, ranunkelväxter och flenörtsväxter.

## Utbredning
I Europa finns arten från norra Norden i norr till norra Spanien, Italien och Grekland i söder, och från Brittiska öarna i väster till Ryssland i öster. I Asien förekommer den österut via Sibirien, Kamtjatka och Kurilerna till Japan och Kina, samt längre söderut till Turkiet.
I Sverige finns arten allmänt i Götaland, Svealand och skogsområdena i södra Norrland. Norr därom har enstaka fynd gjorts i fjälltrakterna norrut till Jämtland, och utanför fjällområdena till norr om Haparanda i Norrbotten.
I Finland förekommer arten främst från Åland och sydkusten norrut till Mellersta Finland och Norra Savolax, samt med enstaka observationer norr därom i höjd med södra Lappland och Norra Österbotten.

## Bevarandestatus
Arten är inte rödlistad utan klassificerad som livskraftig (LC) både globalt, i Finland och Sverige.